# نجد الحصن (بني مطر)

تعديل مصدري - تعديل

نجد الحصن هي إحدى قرى عزلة بني قيس بمديرية بني مطر التابعة لمحافظة صنعاء، بلغ تعداد سكانها 86 نسمة حسب تعداد اليمن لعام 2004.